# بعد الغروب (كتاب)
تعتبر رواية بعد الغروب واحدة من أهم ما كتب محمد عبد الحليم عبد الله وتدور قصتها حول شاب من الأرياف يتخرج من كلية الزراعة ليرجع كي يجد والده قد خسر معظم أمواله فيضطر إلى البحث عن وظيفة وبالفعل يعمل في عدة أعمال بسيطة حتى ينتهى به الحال ناظرا لأحدى العزب التي يمتلكها رجلا طيب القلب لديه ابنة تدعى «أميرة» يقع في حبها من أول لقاء.. لكنه يظل يكابر حتى يعترف لنفسه ولها بالحقيقة. الرواية حائزة على جائزة وزارة المعارف لعام 1949.